# Mary Beth Hurt

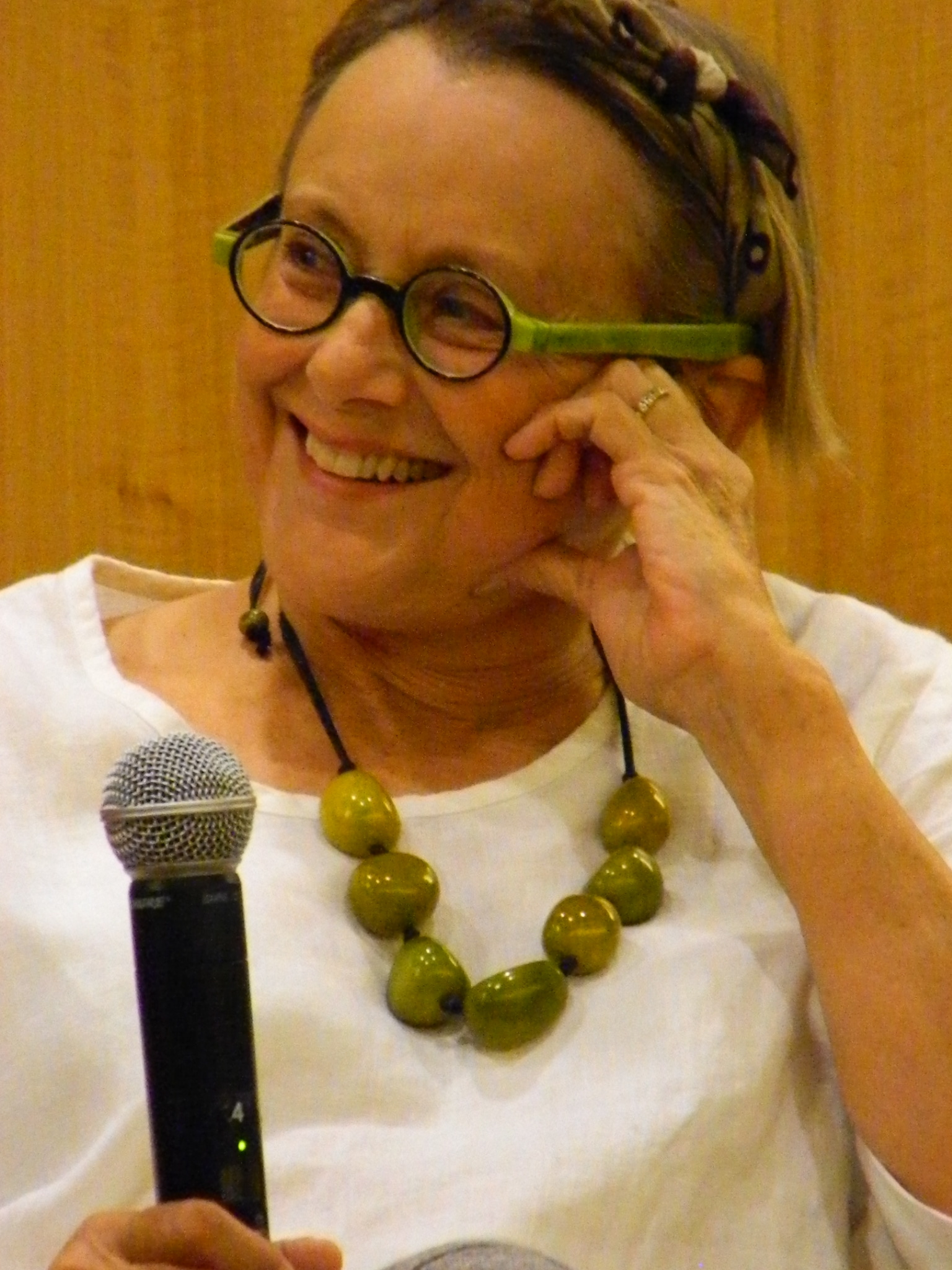
Mary Beth Hurt, 2013

Mary Beth Hurt (* 26. September 1948 in Marshalltown, Iowa, bürgerlich Mary Supinger) ist eine US-amerikanische Schauspielerin.

## Leben
Hurt studierte an der University of Iowa und an der Tisch School of the Arts. 1971 heiratete sie den Schauspieler William Hurt und nahm dessen Namen an. 1974 gab Hurt ihr Broadwaydebüt. In ihrer Theaterlaufbahn wurde sie dreimal für den Tony nominiert. Für die Rolle der Meg in Crimes of the Heart wurde Hurt mit einem Obie ausgezeichnet.
1978 gab Mary Beth Hurt ihr Filmdebüt in Woody Allens Drama Innenleben. Für diese Rolle wurde sie mit einer Nominierung als Beste Nachwuchsdarstellerin bei den BAFTA Awards 1979 ausgezeichnet. Weitere große Erfolge feierte sie mit Hals über Kopf (1979), Garp und wie er die Welt sah (1982) und Martin Scorseses Zeit der Unschuld (1993). 2007 erhielt sie für The Dead Girl eine Nominierung als Beste Nebendarstellerin für die Independent Spirit Awards.
Nachdem 1981 die Scheidung von William Hurt erfolgt war, heiratete Mary Beth Hurt 1983 den Regisseur und Drehbuchautor Paul Schrader.

## Filmografie (Auswahl)
- 1974: Ann in Blue (Fernsehfilm)
- 1978: Innenleben (Interiors)
- 1979: Hals über Kopf (Head Over Heels)
- 1980: Jahreszeiten einer Ehe (A Change of Seasons)
- 1982: Garp und wie er die Welt sah (The World According to Garp)
- 1985: D.A.R.Y.L. – der Außergewöhnliche
- 1989: Großstadtsklaven (Slaves of New York)
- 1989: Pfui Teufel – Daddy ist ein Kannibale (Parents)
- 1992: Light Sleeper
- 1993: Zeit der Unschuld (The Age of Innocence)
- 1993: Das Leben – Ein Sechserpack (Six Degrees of Separation)
- 1993: Mein Freund, der Zombie (My Boyfriend’s Back)
- 1997: Der Gejagte (Affliction)
- 1999: Bringing Out the Dead – Nächte der Erinnerung (Bringing Out the Dead)
- 2000: Es begann im September (Autumn in New York)
- 2000: Family Man
- 2005: Der Exorzismus von Emily Rose (The Exorcism of Emily Rose)
- 2005: Perception
- 2006: Das Mädchen aus dem Wasser (Lady in the Water)
- 2006: Dead Girl (The Dead Girl)
- 2007: The Walker – Ein Freund gewisser Damen (The Walker)
- 2008: Untraceable
- 2011: Young Adult
- 2018: Change in the Air